# Шахтёрский (Щёкинский район)
Шахтёрский — посёлок в Щёкинском районе Тульской области России.
В рамках административно-территориального устройства относится к Житовской сельской администрации Щёкинского района, в рамках организации местного самоуправления включается в сельское поселение Огарёвское.

## География
Расположен в 3 км к югу от железнодорожной станции города Щёкино.

## Население
| 2002 | 2010 |
| ---- | ---- |
| 223  | ↘182 |